# Kalvholm (Åva, Brändö, Åland)
Kalvholm är en ö i Åland (Finland). Den ligger i Skärgårdshavet och i kommunen Brändö i landskapet Åland, i den sydvästra delen av landet. Ön ligger omkring 74 kilometer nordöst om Mariehamn och omkring 220 kilometer väster om Helsingfors.
Öns area är 30,4 hektar och dess största längd är 0,8 kilometer i nord-sydlig riktning.